# Marcus Verner Wallberg
Marcus Verner Wallberg, född 18 mars 1826 i Å socken, död 17 mars 1901 i Norrköping, var en svensk bokhandlare och kommunalman.
Marcus Verner Wallberg var son till kyrkoherden Henrik Adolf Wallberg och Ulrika Carolina Ekström. Han var 1844–1851 anställd i M. J. Nissens bokhandel i Norrköping. Han vistades sedan ett år i Göteborg, där han tjänstgjorde i Bonnierska bokhandeln, men återvände 1852 till Norrköping, där han övertog Nissens bokhandel, vilken han under namnet M. W. Wallbergs bokhandel innehade till 1875. Under den tiden utökade han rörelsen betydligt, bland annat idkade han även bokförlagsverksamhet, vilken han först 1892 överlät till ett stockholmsförlag. Böckerna trycktes på M. W. Wallbergs boktryckeri, som Wallberg ägde 1873–1887 i kompanjonskap med boktryckaren Johan Jönsson, varefter Jönsson övertog tryckeriet. Därifrån utgavs även under 1880-talet flera tidningar, som dock snart måste läggas ned. Wallberg var även av stiftarna av Litografiska Aktiebolaget i Norrköping 1858. Från 1887 till sin död var han disponent för Nya marmorbruks AB. Wallberg var även aktiv inom Norrköpings kommunalpolitik och innehade ett flertal förtroendeuppdrag, bland annat var han stadsfullmäktig 1862–1900, ledamot av kyrko- och skolråd samt VD för stiftelsen Moberg-Eggerska flickskolan. 1893 valdes han till politierådman.